# Cnaphalocrocis medinalis
Cnaphalocrocis medinalis (tên tiếng Anh: Rice Leafroller) là một loài bướm đêm thuộc họ Crambidae. Loài này có ở south-Đông Á, bao gồm Hồng Kông, Sri Lanka, Đài Loan, Thái Lan và hầu hết Úc.
Sải cánh dài khoảng 16 mm.
Ấu trùng là loài gây hại cho Zea mays, Oryza sativa và Triticum, Saccharum và Sorghum.

## Hình ảnh

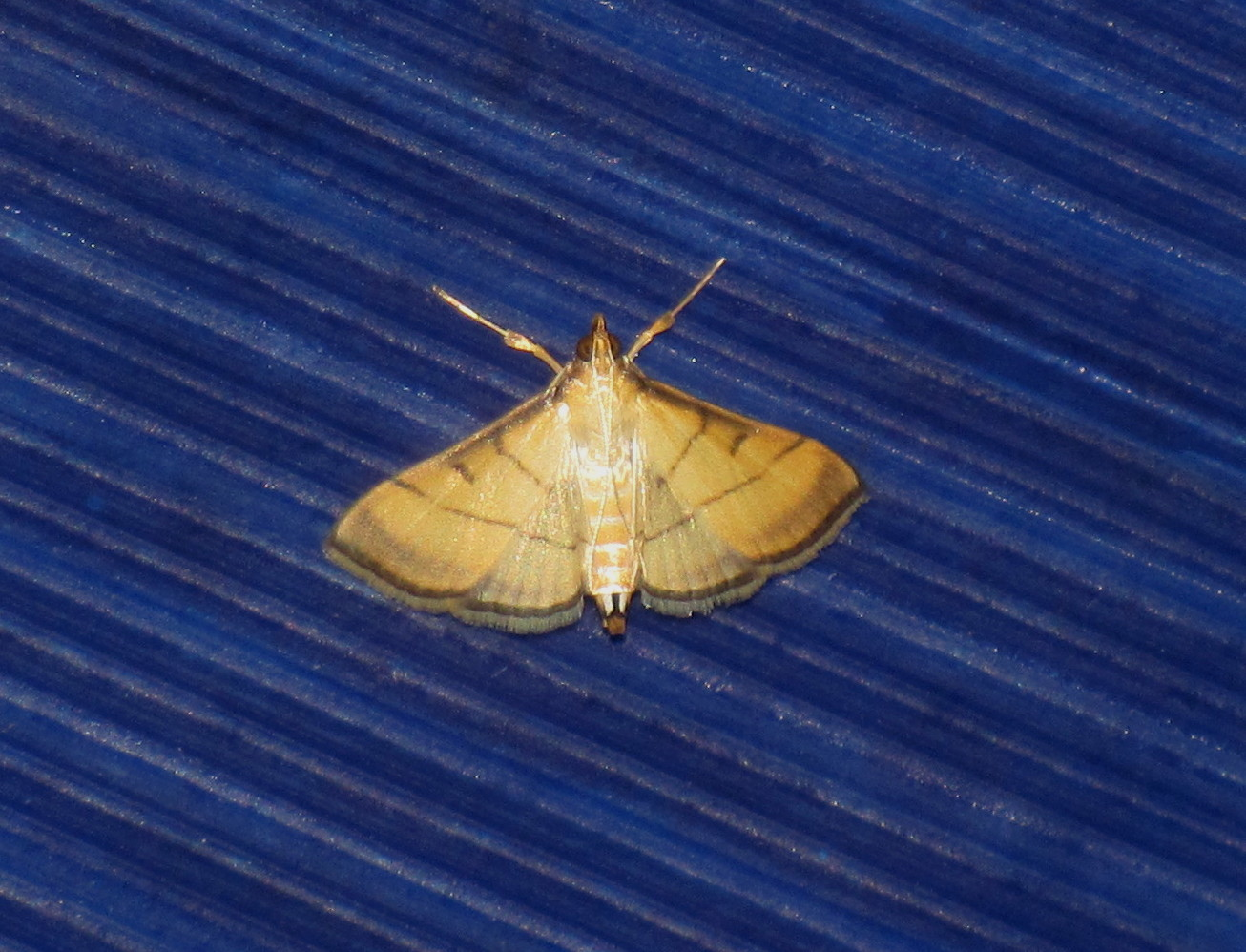